# Markus Riedenauer
Markus Riedenauer (* 1966 in Wien) ist ein deutscher Philosoph.

## Leben
Nach dem Abitur 1985 in Oberbayern begann er Herbst 1985 das Philosophiestudium an der Hochschule für Philosophie und zugleich den Diplomstudiengang in katholischer Theologie an der Ludwig-Maximilians-Universität München. Er erwarb im Januar 1992 den Abschluss des Magister-Studiengangs, Hauptfach Philosophie, Nebenfächer Geschichte und Theologie und im November 1993 das Diplom in katholischer Theologie. Den Promotionsstudiengang (1994–1998) in Philosophie an der Universität Wien mit einer Dissertation zum Thema Orexis und Eupraxis. Ethikbegründung im Streben bei Aristoteles schloss er im Oktober 1997 mit der Promotion zum Dr. phil. ab. Er war wissenschaftlich am Institut für Theologie und Frieden in Barsbüttel bei Hamburg; Sommerseminar in Political Science an der St. Edward’s University in Austin und als Visiting Scholar am Erasmus Institute der University of Notre Dame tätig. 
Er war Mitinitiator, später Vorstandsmitglied von „Kunstforum Ebendorf RaumAcht“ (an der Katholischen Hochschulgemeinde Wien). Ab Wintersemester 2001 hatte er Lehraufträge an der Universität Wien. Ab Wintersemester 2002 hatte er Lehraufträge an der Johann Wolfgang Goethe-Universität Frankfurt. Ab April 2004 hatte er ein APART-Stipendiat der Österreichischen Akademie der Wissenschaften. Nach der Habilitation, venia legendi für das gesamte Gebiet der Philosophie und Ernennung zum Privatdozenten im Juli 2006 (Johann Wolfgang Goethe-Universität Frankfurt) mit der Habilitationsschrift Pluralität und Rationalität. Die Herausforderung der Vernunft durch religiöse und kulturelle Vielfalt nach Nicolaus Cusanus vertrat er von Wintersemester 2006 bis Sommersemester 2007 den Lehrstuhl für Philosophie I an der Universität Bamberg. 
Von 2008 bis 2015 unterrichtete er als Professor für Philosophie am International Theological Institute. Von 2008 bis 2016 war er Lehrbeauftragter für „Philosophy of Scientific Investigation“ an der Fachhochschule Wiener Neustadt. Von Sommersemester 2010 bis Sommersemester 2017 hatte er einen regelmäßigen Lehrauftrag für „Philosophie des Mittelalters“ an der Katholisch-theologischen Fakultät der Universität Wien. Im Sommersemester 2015 vertrat er den Lehrstuhl „Philosophische Grundfragen der Theologie“ an der Universität Regensburg. Von Wintersemester 2015/2016 bis Sommersemester 2017 war er Professor an der Kirchlichen Pädagogischen Hochschule Wien-Krems. Seit dem 1. Juni 2018 lehrt er als Professor für „Philosophische Grundfragen der Theologie“ an der Katholischen Universität Eichstätt-Ingolstadt.